# Heimersdorf
Heimersdorf (en alsacià Haimersdorf) és un municipi francès, situat a la regió del Gran Est, al departament de l'Alt Rin. L'any 2005 tenia 645 habitants.

## Demografia
| 1962 | 1968 | 1975 | 1982 | 1990 | 1999 |
| ---- | ---- | ---- | ---- | ---- | ---- |
| 431  | 463  | 463  | 447  | 573  | 627  |

## Administració
| Període   | Identitat        | Partit |
| --------- | ---------------- | ------ |
| 2001-2008 | Materne Muller   |        |
| 2008-     | Michel Desserich |        |